# فرآورده‌های ماهی

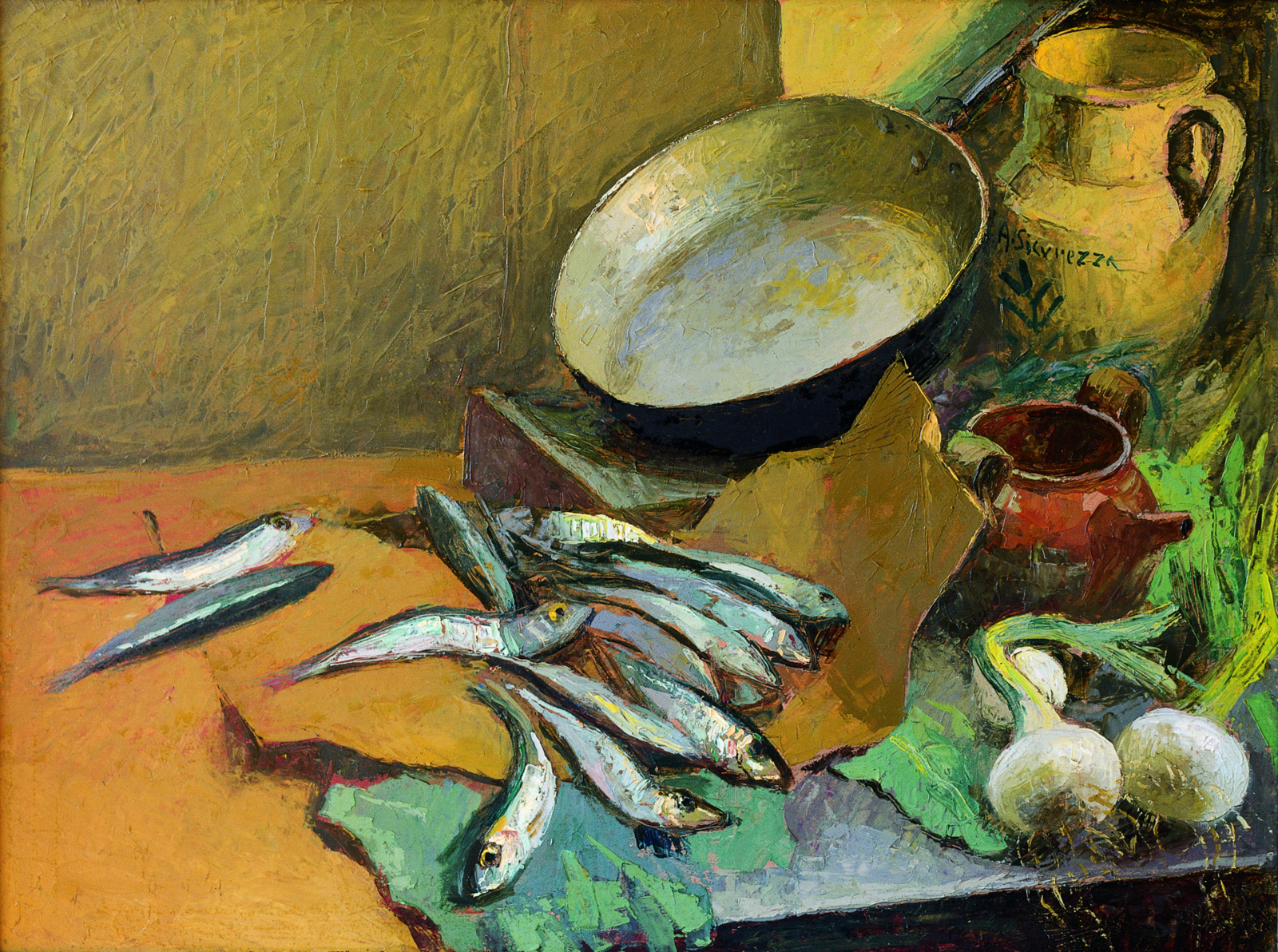
آنتونیو سیکورزا، طبیعت بی‌جان با ماهی آنچوی (۱۹۷۲)

فرآورده‌های ماهی، محصولات ماهی یا تولیدات ماهی (به انگلیسی: Fish products) به عنوان غذا در سراسر جهان مصرف می‌شود. همراه با دیگر غذاهای دریایی، آنها منبع اصلی پروتئین با کیفیت بالا در جهان؛ حدود ۱۴ تا ۱۶ درصد از پروتئین جانوری مصرف‌شده در سراسر جهان را فراهم می‌کنند. بیش از یک میلیارد نفر به ماهی به عنوان منبع اصلی پروتئین جانوری استوار هستند.
ماهی و دیگر جانداران آبزی نیز به محصولات مختلف غذایی و غیرغذایی تبدیل می‌شوند.
در جامعه روم باستان، گاروم، نوعی چاشنی سس ماهی رایج بود.
همچنین ممکن است ماهی‌ها به صورت زنده برای پژوهش، دیدن یا تجارت آکواریومی جمع‌آوری شوند.